# علی دواچی
حاج‌علی ترکی یا حاج‌علی دواچی (۱۲۵۰–۱۲۹۰ شمسی) از اعضاء انجمن تبریز و از بنیان‌گذاران مرکز غیبی و شخص دوم بعد از علی مسیو بود. پیشه اش دوافروشی بود و در علم شیمی تبحر داشت. وی از پیشگامان جنبش مشروطه بود و هیئت مدیره مرکز غیبی را اداره می‌کرد.

## زندگی
حاج علی دواچی در تبریز به دنیا آمد. وی صاحب داروخانه ناصری تبریز بود و در کار واردات دارو از خارج کشور فعالیت داشت. با شروع خیزش مردمی مشروطه از پیشروان و رهبران نهضت گردید، او را دانتون انقلاب مشروطیت لقب داده‌اند.
وی از همرزمان ستارخان بود و در یکی از حملات صمدخان به تبریز گلوله‌ای به مچ دست وی اصابت نمود که سه ماه مداوای آن ادامه داشت. در جریان به توپ بستن مجلس در۱۳۲۶ قمری وی به همراه میرزا حسین واعظ و سید حسن شریف‌زاده در کنسولگری فرانسه در تبریز متحصن شدند.
پس از پیروزی مشروطه حاج‌علی  به نشر فرهنگ و معارف  همت گماشت و در مدرسه سعادت که قریب ۵۰۰ محصل داشت فعالیت می‌کرد. مدتی نیز رئیس اداره نظمیه تبریز بود.
وی و ثقه الاسلام تبریزی از افراد مدیر و مدبر در دوره مشروطه بودند. کسروی از حاجی علی دوافروش به عنوان مغز متفکر انقلاب مشروطه یاد می‌کند.
در تمامی یادواره‌ها از حاج علی دواچی به‌عنوان انسانی میهن‌پرست، نیک نفس و دارای عزم و اراده  نام برده‌اند. وی که تیرانداز و جنگجوی ماهری بود، خود مستقیماً در صحنه‌های نبرد علیه دشمنان مشروطه حضور داشت و مبارزه کرد.

## مرگ

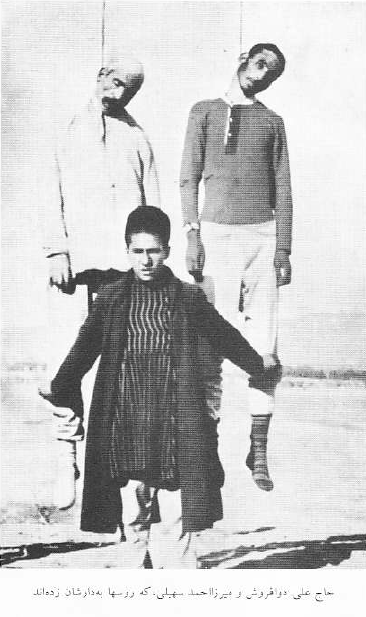
اعدام حاج علی دوافروش و میرزا احمد سهیلی، اعدام شده بدست شجاع‌الدوله.

سه ماه قبل از کشتار روس‌ها در تبریز (در محرم ۱۳۳۰) وی از کار کناره‌گیری کرده و خانه‌نشین بود و در حوادث آن چند روز مداخله نداشت ولی افراد صمدخان او را دستگیر کرده و زندانی نمودند و سپس وی به همراه میرزا احمد سهیلی در باغ‌شمال تبریز به دار آویخته شدند و خانه او را نیز منفجر کردند.
در خصوص واقعه اعدام حاج علی و همراهانش کسروی می‌نویسد:
در سال ۱۲۸۸ که پس از آمدن روسیان به تبریز سردار و سالار و به شهبندری عثمانی پناهیدند او و شادروان علی موسیو نیز با ایشان بودند تا با ایشان بیرون آمدند؛ ولی در جنگ با روس گویا دست نداشتند و این بود که از شهر نگریخت و چون با فرمانده قزاقان ایرانی که دستهای در تبریز بودند دوستی داشت به میانجیگری او به کنسولخانه روس راه یافته و از میلر زینهار برای خویش گرفت ولی چون صمدخان به شهر درآمد کسانش او را نیز گرفتند و با زدن و آزار بسیار به زندان بردند و سپس از آنجا به باغ شمال فرستادند، روسیان نیز که بر چنان کسان غیرتمندی هرگز نمی‌بخشودند او را زنده نگذاردند و در همان روزها به خانه‌اش هم ریختند و تاراج کردند و سپس نیز با دینامیت آن را ویرانه گردانیدند.

## نقل قول دیگران

مجسمه حاج علی دواچی در موزه مشروطیت تبریز

تقی‌زاده در مورد وی گفته‌است:
حاج‌علی مرحوم هیچ گناهی جز وطن‌پرستی و مشروطه طلبی نداشت. کسی که از محبس صمدخان فرار کرده بود بمن گفت که حاج علی در محبس در حالی که به زنجیر گردنش اشاره می‌کرد به او گفته: فلانکس این زنجیر، فُکل وطن‌پرستان و آزادی طلبان است.
احمد کسروی در بارهٔ وی گفته‌است:
تبریز با تهران یکی نمی‌بود، دراینجا چند هزار مجاهد ورزیده، سروسامان یافته و آماده می‌بودند و خواهیم دید که چه مردانِ دلیر و کاردانی از ایشان برخاست، از آن سوی سران آزادی کسانی همچون علی مسیو و حاج علی دوافروش و مانند اینان می‌بودند که پروای جان و دارائی را کنار گذارده از هیچ فداکاری بازنمی‌ایستادند.
ادوارد براون در مورد وی گفته‌است:
در دوره مشروطه ثانی اغلب اوقات خود را به نشر معارف صرف می‌کرد و با کمال فعالیت کوشید مدرسه سعادت که قریب به پانصد نفر شاگرد داشت و بهترین و عالیترین و کاملترین و منظم‌ترین کل مدارس تبریز بود، به فعالیت او پایدار بود. شاگران این مدرسه اغلب جوانان لایق و وطن‌پرست قابل و محرر مقالات و عالم ببار آمدند.